# Десмонд (королевство)
Десмонд (англ. Kingdom of Desmond, ирл. Deas-Mhumhain) — историческое королевство (позднее графство) на юго-западе Ирландии, в провинции Манстере.

## Исторический очерк
Королевство, затем графство Десмонд охватывало территорию современных ирландских графств Корк и Кэрри и просуществовало с 1118 до 1596 года. В 1606 году территория Десмонда была разделена на два новых графства. Так же, как Десмонд — в гэльском произношении Деас-Мумхайн — обозначал Южный Манстер, так и Северный Манстер соответствовал королевству Томонд, Восточный Манстер — Омонду, Западный Манстер — Лормонду. Начиная с XIV столетия наименование Десмонд используется для обозначения территорий гэльско-ирландского клана Маккарти Мор, вожди которого носили титул королей Десмонда, равно как и владений графов Десмонд. Между графами Десмонда и кланом Маккарти отношения в течение столетий были напряжёнными.
После нормандского вторжения в Ирландию 1169 года титул графа Десмонда был в 1329 году пожалован Морису Фицджеральду (ум. 1356). Фамилия Фицджеральд была весьма популярна среди ирландцев, их называли «ирландцами, бо́льшими, чем сами ирландцы». Фицджеральды возглавили в Ирландии два восстания против англичан, в 1569—1573 и в 1579—1583 годах (восстания Десмондов).

## Список королей Десмонда
1118—1123 — Тадг Маккарти Мор
1558—1596 — Домналл IX Маккарти Мор